# Erich Händel
Erich Händel (* 24. März 1909 in Eisenach; † 10. September 1943 in Sosniwka, Ukraine) war ein deutscher Radrennfahrer.

## Sportliche Laufbahn
Händel war im Straßenradsport aktiv. Als Amateur wurde er 1931 nationaler Vize-Meister im Mannschaftszeitfahren mit Emil Schöpflin, Walter Krüger, Ernst Giersch, Max Fischer und Paul Haese. Im Rennen Rund um die Hainleite 1931 wurde er nur von Oskar Michael bezwungen. 1932 wurde er hinter Rudi Risch Zweiter, 1933 belegte er den 4. Platz. 1933 startete Händel im Amateurrennen der UCI-Straßen-Weltmeisterschaften und belegte den 15. Rang.
Händel war von 1934 bis 1938 Berufsfahrer. Er startete für die deutschen Radsportteams Diamant und Wanderer. 1935 hatte er einen Vertrag mit dem französischen Team Dilecta-Wolber.
1935 fuhr er die Tour de France als Einzelstarter neben Bruno Roth, Ferdinand Ickes und Georg Stach. Händel kam bis ins Ziel nach Paris und belegte den 34. Gesamtrang. 1936 startete er in der Tour für die deutsche Nationalmannschaft. Er schied auf der 15. Etappe aus.